# 美國社會學期刊
《美國社會學期刊》（英語：American Journal of Sociology）是一份1895年起出版的美國社會學學術期刊，由芝加哥大學社會學系發行、芝加哥大學出版社出版，現任主編是芝加哥大學社會學教授伊莉莎白·克萊門斯。它是美國最早的社會學期刊，收錄範圍含蓋社會學理論、社會學方法論、實務與歷史社會學等領域，以及非社會學領域學者對社會學這門學科做的研究。
根據《期刊引證報告》數據顯示，《美國社會學期刊》在2019年時的影響因子是3.232，在150份社會學期刊中排名第8。

## 外部連結
- 《美國社會學期刊》在出版社官網上的介紹 （页面存档备份，存于） （英文）